# Fabio Segatori
Fabio Segatori (Viterbo, 1962) è un regista e produttore cinematografico italiano.

## Biografia
Segatori si è laureato in Storia del cinema ed ha avuto esperienze come attore e aiuto regista. Nel 2005 ha diretto e girato in America il film Hollywood Flies. A Hollywood, nel 2012 ha coprodotto il film The Ghostmaker, diretto dal regista Mauro Borrelli. È autore di cortometraggi e documentari, tra cui I gladiatori del calcio, sul calcio storico fiorentino.

## Filmografia

### Regista

#### Cinema
- Il mistero di Rosa - cortometraggio (1991)
- Bestie - cortometraggio (1995)
- Terra bruciata (1999)
- Lupi - cortometraggio (2001)
- Hollywood Flies (2005)
- Ragazze a mano armata (2014)

#### Televisione
- Il cuore e le gambe (Herzog) - documentario TV (1989)
- Hollywood Dreams - documentario TV (2006)
- I gladiatori del calcio - documentario TV (2012)
- Lo sguardo di Rosa - documentario TV (2018)
- Guerrieri - documentario TV (2018)